# Argoctenus
Genre
Synonymes
- Aenigma Karsch, 1878 necc Newman, 1836
- Aetola Karsch, 1880
- Miturgina Simon, 1889
- Aenigmaaranea Strand, 1929
- Horioctenoides Main, 1954
- Nemoctenus Forster & Wilton, 1973

Argoctenus est un genre d'araignées aranéomorphes de la famille des Miturgidae.

## Distribution
Les espèces de ce genre se rencontrent en Océanie.

## Liste des espèces
Selon World Spider Catalog (version 24.5, 04/11/2023) :
- Argoctenus aureus (Hogg, 1911)
- Argoctenus australianus (Karsch, 1878)
- Argoctenus bidentatus (Main, 1954)
- Argoctenus devisi Rainbow, 1898
- Argoctenus hystriculus Simon, 1909
- Argoctenus igneus L. Koch, 1878
- Argoctenus nebulosus Simon, 1909
- Argoctenus pectinatus Hogg, 1900
- Argoctenus pictus L. Koch, 1878
- Argoctenus vittatus (Simon, 1889)
- Argoctenus vittatus (Rainbow, 1920)

## Systématique et taxinomie
Ce genre a été décrit par L. Koch en 1878. Il est placé dans les Zoridae par Lehtinen en 1967 puis dans les Miturgidae par Ramírez en 2014.
Miturgina a été placé en synonymie par Simon en 1897.
Horioctenoides a été placé en synonymie par Forster et Wilton en 1973.
Aenigma Karsch, 1878, préoccupé par Aenigma Newman, 1836, remplacé par Aetola par Karsch, 1880 puis de manière superflue par Aenigmaaranea par Strand en 1929, a été placé en synonymie par Davies en 1985.
Nemoctenus a été placé en synonymie par Raven et Stumkat en 2003.

## Publication originale
- L. Koch, 1878 : Die Arachniden Australiens, nach der Natur beschrieben und abgebildet. Nürnberg, vol. 1, p. 969-1044 (texte intégral).